# Jan Bakelants
Jan Bakelants (ur. 14 lutego 1986 w Oudenaarde) – belgijski kolarz szosowy, zawodnik profesjonalnej grupy Ag2r-La Mondiale. Jest kolarzem profesjonalnym od 2009 roku.

## Najważniejsze osiągnięcia
2008
- 1. miejsce w Circuit des Ardennes
- 1. miejsce w Tour de l’Avenir
- 1. miejsce w Liège-Bastogne-Liège (do lat 23)

2010
- 6. miejsce w Tour de Wallonie

2012
- 6. miejsce w Tour Down Under

2013
- 1. miejsce na 2. etapie Tour de France
  -  lider klasyfikacji generalnej po 2. etapie (przez dwa etapy)
- 1. miejsce w Grand Prix de Wallonie
- 3. miejsce w Tour de Luxembourg
- 3. miejsce w mistrzostwach Belgii (start wspólny)
- 4. miejsce w Eneco Tour
- 7. miejsce w Tour of Beijing
- 10. miejsce w Grand Prix Cycliste de Montréal

2014
- 1. miejsce na 6. etapie Critérium du Dauphiné

2015
- 4. miejsce w Grand Prix Cycliste de Montréal

2022
- 1. miejsce na 5. etapie Tour de Wallonie